# Западный Кавказ
За́падный Кавка́з — часть горной системы Большого Кавказа, расположенная к западу от меридиональной линии, проходящей через гору Эльбрус. Часть Западного Кавказа от Анапы до горы Фишт характеризуется низкогорным и среднегорным рельефом (так называемый Северо-Западный, или Черноморский Кавказ), далее к востоку до Эльбруса горная система приобретает типичный альпийский облик с многочисленными ледниками и высокогорными формами рельефа. В более узком понимании, которого придерживаются в альпинистско-туристической литературе, к Западному Кавказу относят только часть Главного Кавказского хребта от горы Фишт до Эльбруса.
Территория Западного Кавказа находится в пределах Южного федерального округа России в Адыгее, Карачаево-Черкесии и Краснодарском крае.
По мнению специалистов ЮНЕСКО, это единственный крупный горный район в Европе (если считать Кавказ частью Европы), не испытавший значительного антропогенного воздействия.
Под одноимённым названием Западный Кавказ существует объект Всемирного природного наследия, который создан на части территории географического Западного Кавказа. Этот объект Всемирного природного наследия на территории Западного Кавказа включает: Кавказский государственный заповедник; природный парк Большой Тхач; памятники природы : «Хребет Буйный», «Верховье реки Цица», «Верховье рек Пшеха и Пшехашха»; а также часть буферной зоны Кавказского заповедника, проходящая вдоль его северного и северо-западного края (ширина 1 км). Находится под охраной ЮНЕСКО как образец Всемирного наследия. Предлагается включение также части Сочинского национального парка.
Для альпинистов и туристов наиболее популярны районы: Архыз, Домбай, Узункол.

## Галерея
- Большой и Малый Тхач. Республика Адыгея
- Верховья реки Ходзь.
- Рассвет в каньоне реки Ходзь.
- Куэсты Тхач в облаках.
- Куэсты Ачешбок в облаках.
- Южные отроги горы Ачешбок на закате.